# مدينة وهران عبر التاريخ
مدينة وهران عبر التاريخ كتاب للأستاذ الدكتور يحي بوعزيز يستعرض فيه تاريخ مدينة وهران الجزائرية منذ نشاءها ويتوقف عند بداية الفترة الاستعمارية أي حتى سنة 1830. يحاول الكاتب الجمع بين المصادر والتفحيص العلمي لتأريخ لفترة طويلة بموضوعية علمية.
يتطرق الكتاب إلى أوضاع المدينة تحت حكم اختلف بين فاطميين وأمويين ومرابطين وصولا إلى المحتل الأسباني وتحرير العثماني لها. سعى الكاتب في توفير موسوعة لكل باحث في تاريخ وهران في طبعة ثانية منقحة ومزيدة.